# Ichthyostegidae
De Ichthyostegidae zijn een familie van uitgestorven amfibieën.
De fossiele resten van leden uit deze familie zijn tot dusverre gevonden in gesteenten uit het Laat-Devoon in Groenland. De resten van vroege tetrapoden zijn zo zeldzaam, dat de onderlinge verwantschappen onduidelijk blijven en de classificatie ervan een probleem is. De meeste soorten worden daarom op dit moment in een eigen familie geplaatst. Een eenduidige hogere classificatie bestaat nog niet.

## Geslachten en soorten
- Ichthyostega † Save-Soderbergh 1932
  - Ichthyostega stensioei † Save-Soderbergh 1932
- Ichthyostegopsis † Save-Soderbergh 1932